# Mariä Himmelfahrt (Unterbleichen)

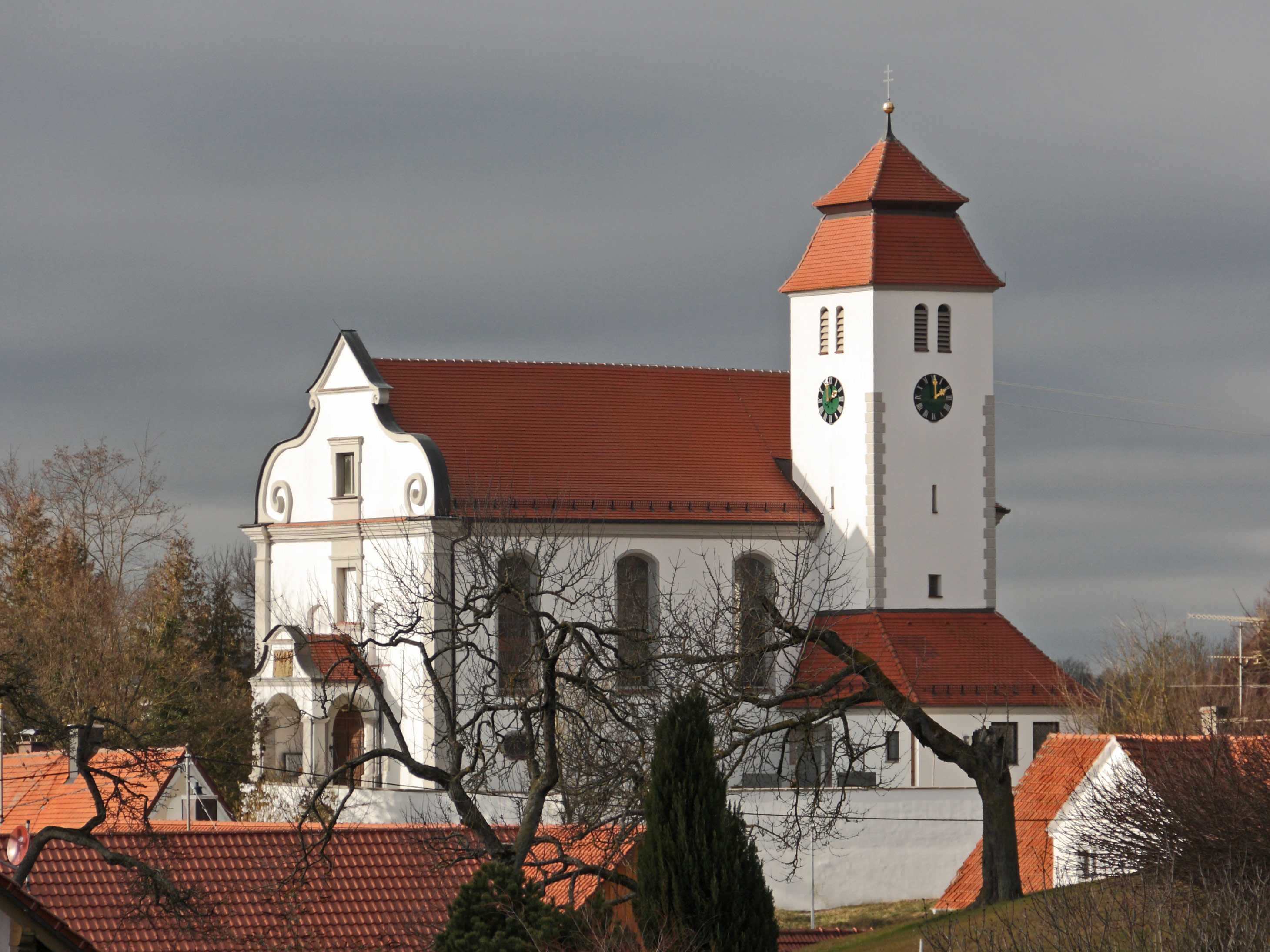
Mariä Himmelfahrt in Unterbleichen

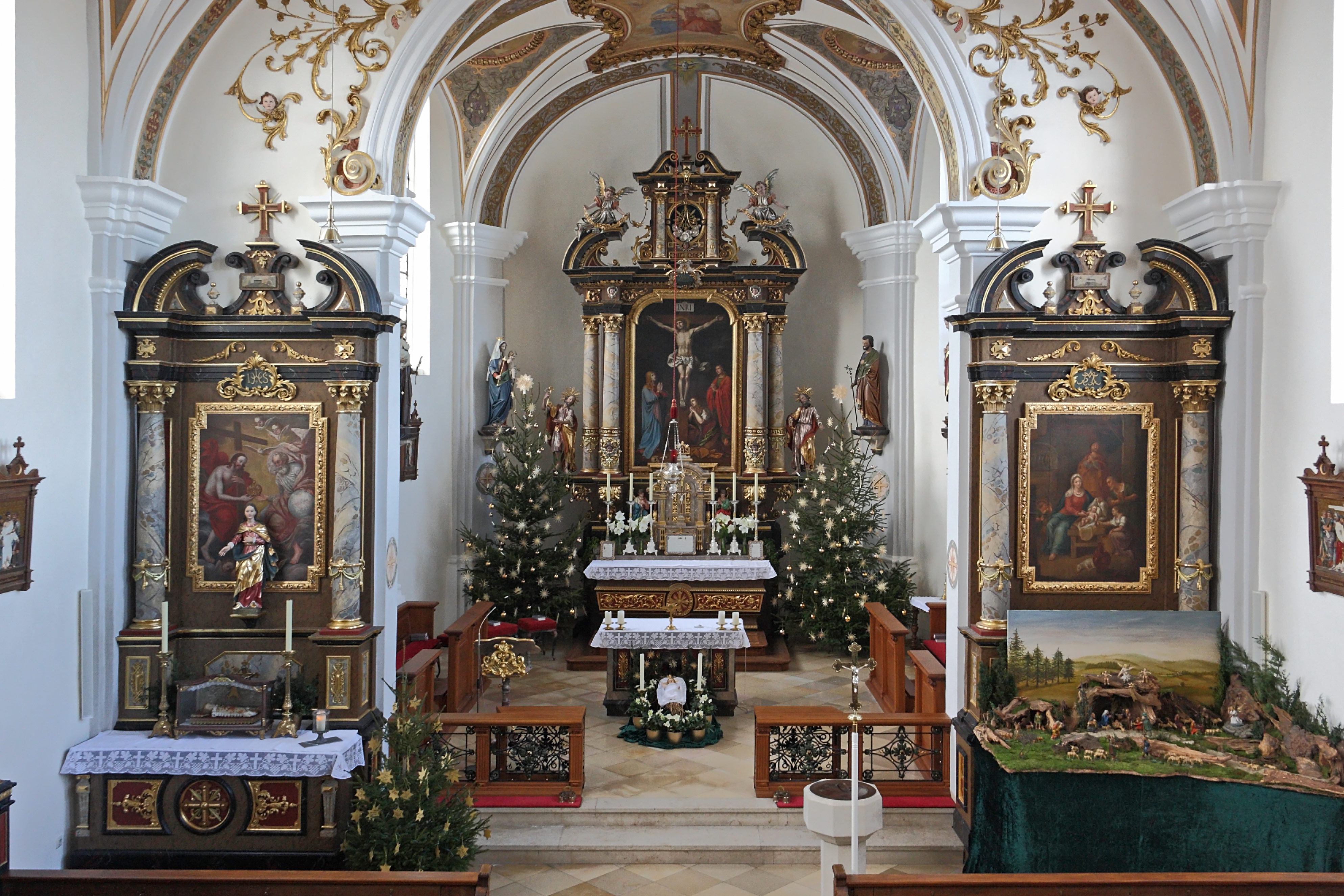
Innenraum

Die römisch-katholische Pfarrkirche Mariä Himmelfahrt steht in Unterbleichen, einem Gemeindeteil von Deisenhausen im schwäbischen Landkreis Günzburg in Bayern. Das Bauwerk ist in der Liste der Baudenkmäler in Deisenhausen als Baudenkmal unter der Nr. D-7-74-124-11 eingetragen. Die Pfarrei gehört zum Dekanat Günzburg des Bistums Augsburg. 

## Beschreibung
Die barocke Saalkirche wurde 1712/13 im Auftrag der Deutschordenskommende Altshausen nach einem Entwurf von Simpert Kraemer errichtet. Sie besteht aus einem Langhaus, einem eingezogenen, halbrund geschlossenen Chor im Norden und einem Chorflankenturm an der Ostwand des Chors. Die spätgotischen unteren Geschosse wurden später aufgestockt. Das oberste Geschoss beherbergt den Glockenstuhl, das Geschoss darunter die Turmuhr. Im 18. Jahrhundert wurde er mit einem gestaffelten Pyramidendach bedeckt. In der Nordostecke von Chor und Chorflankenturm befindet sich die Sakristei. Die Fassade im Süden hat Pilaster an den Ecken und ist mit einem Volutengiebel bedeckt. 
Die Innenräume des Langhauses und des Chors sind mit Tonnengewölben überspannt. Die neobarocke Kirchenausstattung entstand 1893/94. Das Altarretabel des Hochaltars, auf dem die Kreuzigung Christi dargestellt ist, wurde von einem Künstler 1857 im nazarenischen Stil gestaltet.